# Eve Salvail
Eve Salvail (znana też jako Ève Salvail, ur. 7 kwietnia 1973 roku) – kanadyjska modelka pochodzenia francuskiego.

## Kariera
Pracę modelki rozpoczęła w 1990 roku dla agencji Giovanni Model Management w Montrealu. W 1991 roku została wysłana do Tokio. Tam po jednym z pokazów mody podjęła decyzję o ogoleniu swojej głowy na łyso. Wkrótce jej charakterystyczny wygląd został zauważony przez Jeana Paula Gaultiera i wkrótce podpisała kontrakty w europejskich stolicach mody, a z początkiem 1993 roku w Nowym Jorku. Zaczęła odbywać profesjonalne sesje zdjęciowe i brać udział w pokazach mody najwybitniejszych projektantów, jak choćby: Rifat Ozbek, Jean-Paul Gaultier, Emporio Armani, Chanel oraz Gianni Versace. W 1994 roku zagrała samą siebie w filmie Prêt-à-Porter (film) u boku innych znanych modelek (Helena Christensen, Tatjana Patitz, Christy Turlington, Claudia Schiffer, Carla Bruni, Naomi Campbell).
Eve wielokrotnie odbywała sesje zdjęciowe dla międzynarodowych wydań magazynów mody, m.in. Elle i „Vogue”.
W ciągu ponad dwudziestu lat swojej kariery ciągle pozostaje w czołówce modelek światowych. Nadal pozostaje jedną z ulubionych modelek Jeana-Paula Gaultiera.